# Maxinquaye
Albums de Tricky
Nearly God
(1996)
Maxinquaye est le premier album du musicien, chanteur, compositeur et producteur Tricky, sorti en 1995. 
Il s'agit de la première expérience musicale de "Tricky" après avoir quitté Massive Attack. Maxinquaye est un album sombre et mystérieux, qui propose une combinaison de hip-hop, soul, dub, rock, electronica et de trip hop. Tricky y est accompagné de sa petite amie de l'époque Martina Topley-Bird au chant.  
L'album tire son nom de la mère de Tricky, Maxine Quaye, qui se suicida alors qu’il n’avait que quatre ans, et qui était aussi la prétendue demi-sœur du chanteur reggae/soul Finley Quaye.
En 2000, le magazine Q a placé Maxinquaye à la 36e place des 100 plus grands albums britanniques de tous les temps.

## Titres
1. Overcome – 4 min 28
  - Samples:
    - Moonchild des Shakespears Sister
2. Ponderosa – 3 min 30
3. Black Steel – 5 min 39
4. Hell Is Round the Corner – 3 min 46
  - Samples:
    - Ike's Rap II d'Isaac Hayes
5. Pumpkin (feat. Alison Goldfrapp) – 4 min 30
  - Samples:
    - Suffer des The Smashing Pumpkins
6. Aftermath – 7 min 37
7. Abbaon Fat Tracks – 4 min 26
8. Brand New You're Retro – 2 min 54
  - Samples:
    - Bad de Michael Jackson
9. Suffocated Love – 4 min 52
10. You Don't – 4 min 39
11. Strugglin' – 6 min 38
12. Feed Me – 4 min 02

## Singles
Singles britanniques, avec les dates de sortie et les meilleurs places dans les classements britanniques de ventes de singles :
- Aftermath (24 janvier 1994) – #69
- Ponderosa (25 avril 1994)
- Overcome (16 janvier 1995) – #34
- Black Steel (3 avril 1995) – #28
- The Hell E.P. (Hell Is Round the Corner) (24 juillet 1995) – #12
- Pumpkin (30 octobre 1995) – #26

## Personnel
- David Alvarez - Direction artistique, Design
- Howie B - Compositeur, Producteur
- Pete Briquette - Basse, Guitare (Basse)
- Cally - Direction artistique, Design
- FTV - Guitare, Batterie
- Alison Goldfrapp - Voix
- Martina Topley Bird - Voix
- Kevin Petrie - Producteur
- Ragga - Voix
- Carlton Ridenhour - Compositeur
- E. Sadler - Compositeur
- Mark Saunders - Claviers, Producteur
- Hank Shocklee - Compositeur
- James Stevenson - Guitare, Guitare (Basse)
- Tricky - Compositeur, Voix, Producteur
- Tony Wrafter - Flûte